# The Slave Girl
Pour plus de détails, voir Fiche technique et Distribution.
The Slave Girl est un film américain réalisé par Tod Browning, sorti en 1915.

## Fiche technique
- Titre : The Slave Girl
- Réalisation : Tod Browning
- Scénario : George Hennessy
- Pays de production : États-Unis
- Format : Noir et blanc - 1,33:1 - Film muet
- Genre : court métrage, western
- Date de sortie : 1915

## Distribution
- Elmo Lincoln : Bob West
- Teddy Sampson (en) : Ida West, la fille de Bob
- W. E. Lawrence : Fred Gilbert
- Mary Alden : Sally
- Miriam Cooper
- Jennie Lee